# Maybach Exelero
Der Maybach Exelero ist eine Einzelanfertigung der zum Daimler-Konzern gehörenden Maybach-Manufaktur für den Reifenhersteller Fulda.

## Vorbild
In den 1930er Jahren fand schon eine Zusammenarbeit von Fulda und Maybach statt, in deren Verlauf ein Hochgeschwindigkeitsfahrzeug gebaut wurde. Hintergrund war die Bewerbung der eigenen, sehr leistungsfähigen Gummireifen, was durch die Dauerbelastung mit diesem Fahrzeug belegt werden sollte. Der Vorläufer des Exelero war ein revolutionärer Stromlinienwagen, der auf der Basis eines Maybach SW 38 als Unikat vom Karosseriebauer Dörr & Schreck gefertigt wurde, mit dem 1938 Hochgeschwindigkeitsreifen (damals bis 200 km/h) getestet wurden. Dieser Wagen ging im Zweiten Weltkrieg verloren.

## Geschichte und Entwicklung
Mit der Markteinführung ihres neuen Hochgeschwindigkeitsreifens Fulda Carat Exelero erinnerte man sich bei den Fuldawerken wieder an das historische Projekt und nahm erneut Kontakt mit der Daimler-Marke Maybach auf. Daraufhin wurde auf Basis eines Maybach 57 S das Einzelstück eines Sportcoupés gebaut, dessen Karosserie von vier Studenten des Studiengangs Transportation Design an der Hochschule Pforzheim entworfen wurde. Der letztlich ausgewählte Entwurf stammt von Fredrik Burchhardt. Der Aufbau wurde vom Turiner Prototypenbauer Stola übernommen.
Mit den Reifenmaßen 315/25 ZR 23 wurden Hochgeschwindigkeitstests von Klaus Ludwig auf der italienischen Rennstrecke von Nardò gefahren, bei denen der Exelero die geforderten 350 km/h im zweiten Anlauf übertraf. Das Fahrzeug erreichte 351,45 km/h im FIA-genormten Prüfverfahren. Bemerkenswert ist ebenso die Beschleunigung von 0 auf 100 km/h: 4,4 Sekunden bei einem Leergewicht von 2.730 Kilogramm.
2007 stellte Stola das Phalcon Coupé vor, das in einer Kleinserie zusammen mit Brabus und Pirelli gefertigt werden sollte, es ist eine seriennahe Weiterentwicklung des Exelero.
Das Fahrzeug befand sich zunächst im Besitz der Mechatronik Fahrzeug- und Motorentechnik GmbH und wurde an verschiedenen Orten ausgestellt, beispielsweise im Auto- und Technikmuseum Sinsheim (2010) und zum 20-jährigen Jubiläum von Mechatronik am 22. Juli 2017 in Pleidelsheim.
Seit dem 23. Juli 2023 ist der Maybach Exelero im Nationalen Automuseum „The Loh Collection“ im hessischen Ewersbach zu sehen.

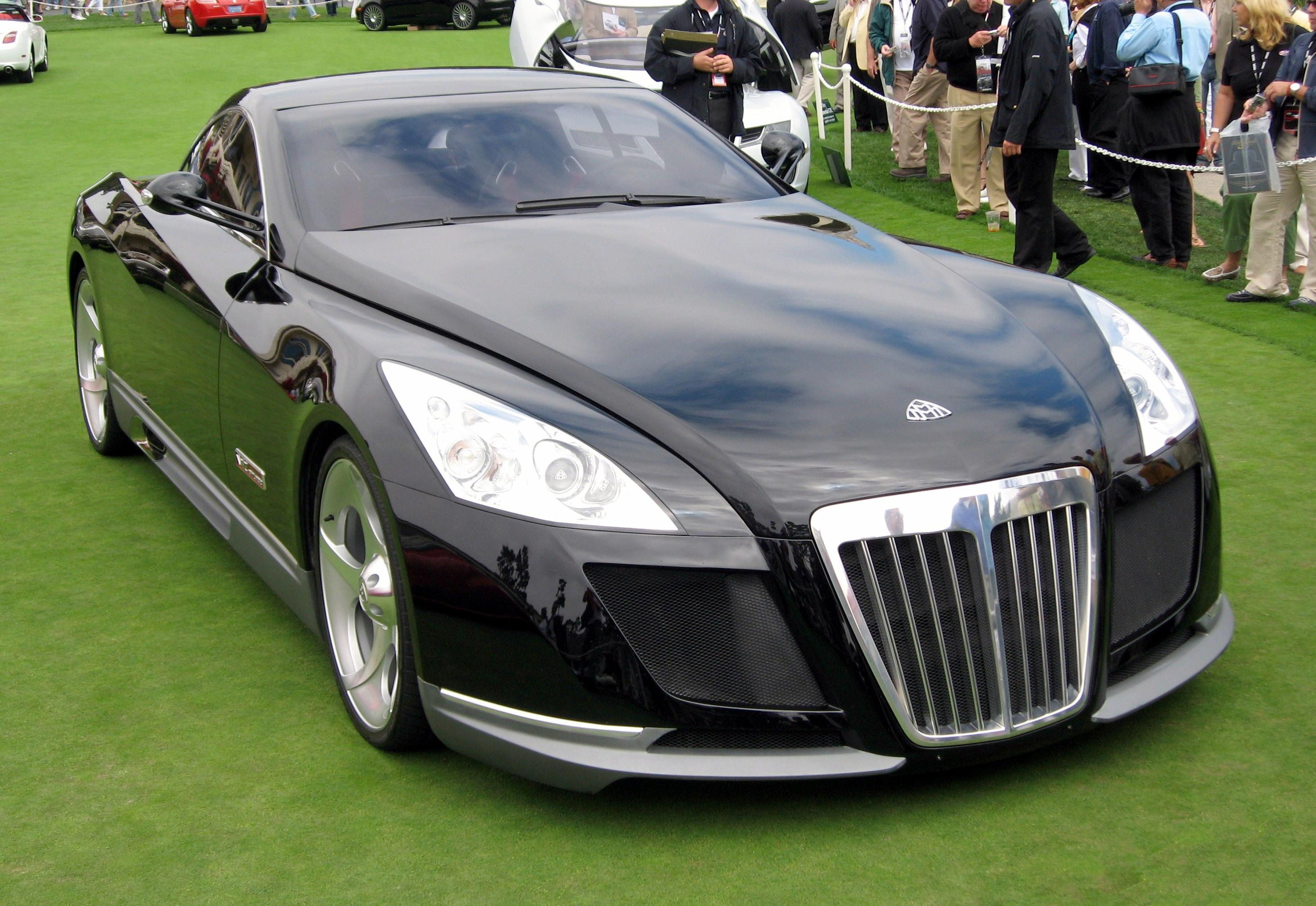
Maybach Exelero (Pebble Beach Concours d’Elegance, 2006)
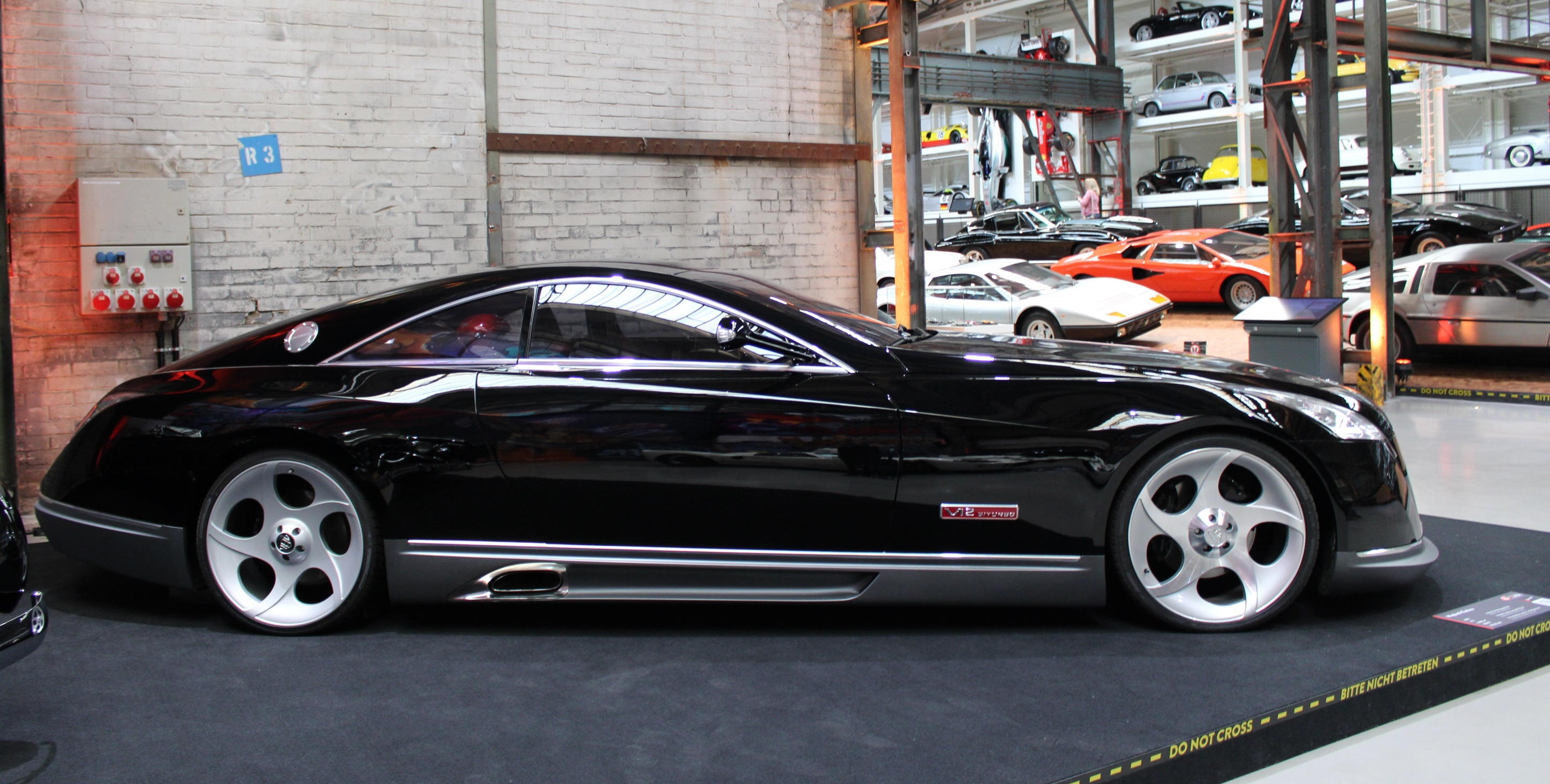
Maybach Exelero (Nationales Automuseum – The Loh Collection)
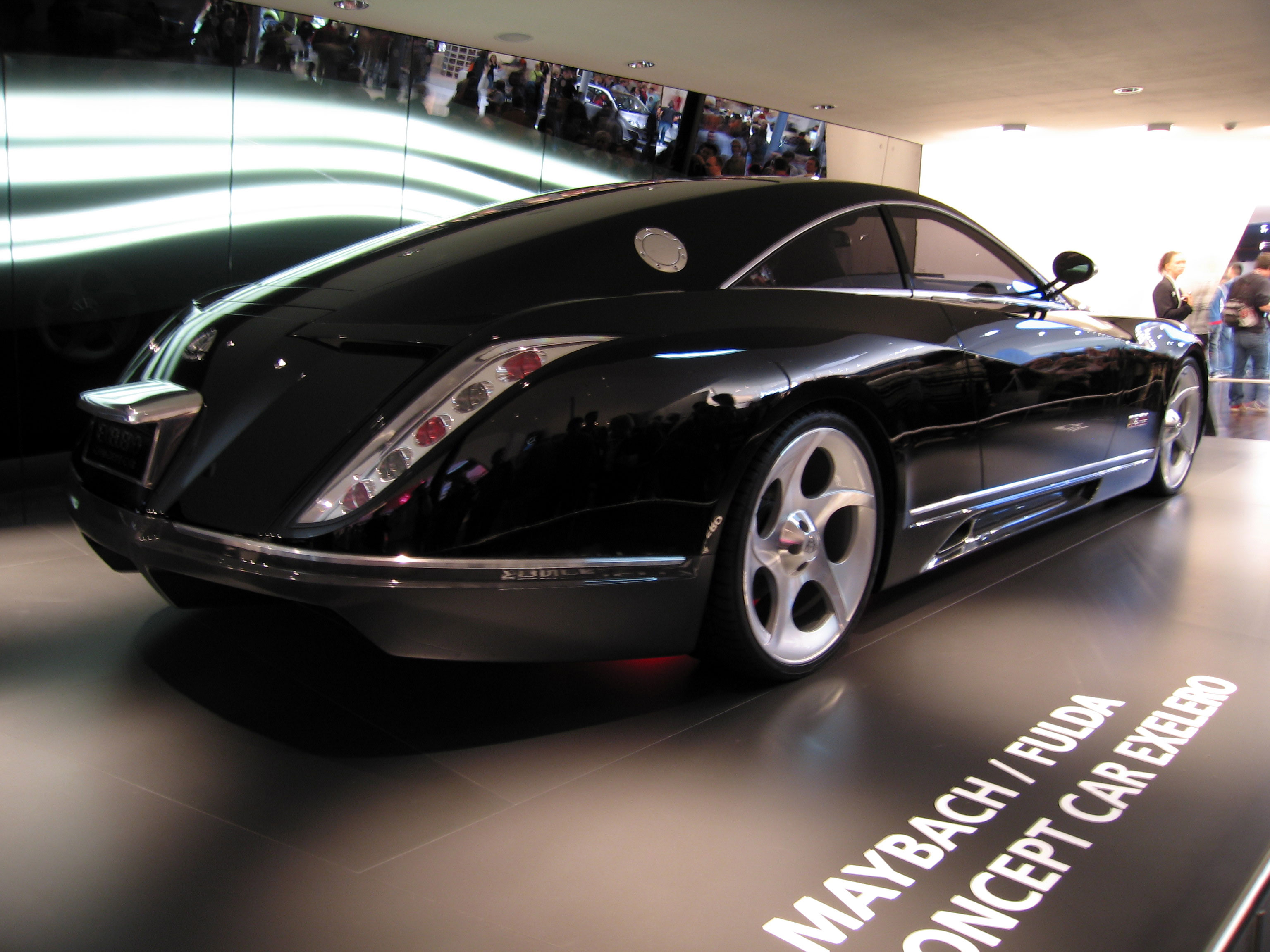
Maybach Exelero, Heckseitenansicht
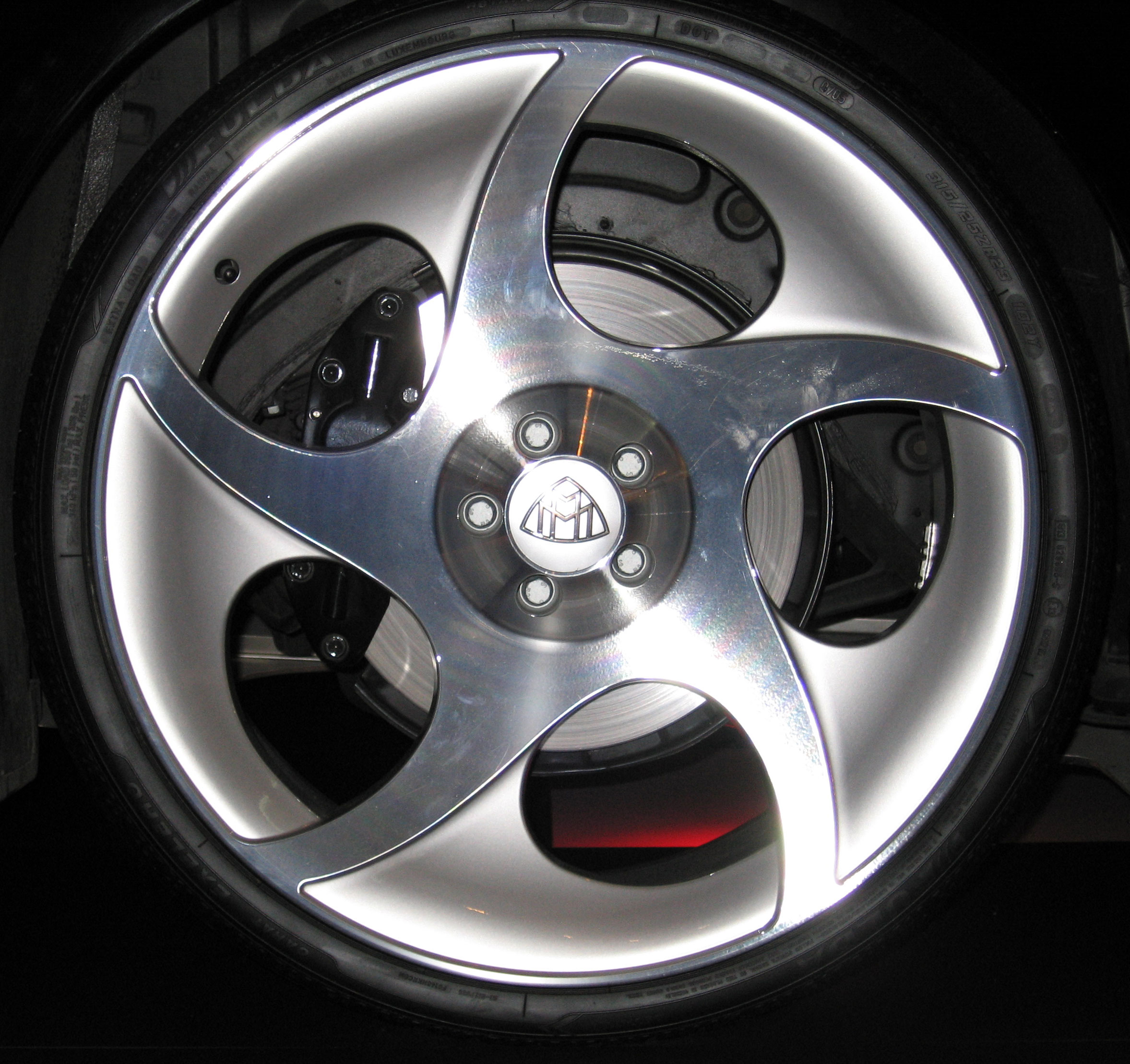
Maybach Exelero, Rad mit Fulda Reifen

## Motor
- V-Zwölfzylinder mit Biturbo-Aufladung
- 5908 cm³ Hubraum
- Leistung: 515 kW/700 PS bei 5000/min
- max. Drehmoment: 1020 Nm bei 2500/min
- Spitze 351,45 km/h

## Verwendung in Fernsehmedien
- Alarm für Cobra 11 – Die Autobahnpolizei – Staffel 20, Folge: Freundschaft
- Jay-Z – Lost One (Musikvideo auf YouTube)